# Nicolas François de Neufchâteau
Pour les articles homonymes, voir François et Neufchâteau.
Nicolas François, dit François de Neufchâteau, puis comte François de Neufchâteau, est un écrivain, homme politique et agronome français, né à Saffais (duché de Lorraine) le 17 avril 1750 et mort à Paris le 10 janvier 1828.
Remarqué à  Neufchâteau dès le collège pour ses poèmes précoces, ce qui lui vaut la reconnaissance de plusieurs académies, il suit une carrière juridique pour s'assurer un revenu plus stable que celui de sa plume. Avocat, puis magistrat, il veut voir du pays et devient, entre 1783 et 1787, procureur général auprès du Conseil supérieur du Cap Français, à Saint-Domingue. Après un retour mouvementé assorti d'un naufrage, il est pris dans les tourbillons de la Révolution et commence à avoir des responsabilités locales (dans les Vosges), puis nationales.
Député à l'Assemblée législative entre 1791 et 1792, sa modération le pousse à la prudence sous la Convention. Il est néanmoins emprisonné plusieurs mois sous la Terreur. Par deux fois ministre de l'Intérieur sous le Directoire, il est brièvement l'un des cinq directeurs entre 1797 et 1798. Celui qui se fera qualifier de « girouette » à la Restauration devient sénateur un mois après le coup d'État du 18 Brumaire. Sous l'Empire, il est pendant deux ans (1804-1806) président du Sénat conservateur, assemblée toute dévouée à Napoléon. Sa carrière culmine lorsqu'il est créé comte de l'Empire en 1808. Il parvient à tirer son épingle du jeu lors du retour de Louis XVIII en conservant son fauteuil à l'Académie française.
Administrateur sage et éclairé, c'est pour ses poèmes que François de Neufchâteau pensait pouvoir passer à la postérité. Il n'est toutefois considéré que comme un « habile rimeur », produit par excellence du XVIIIe siècle. Sa passion pour l'agronomie et l'industrie, qui lui fit ressusciter les comices agricoles et instituer la première « exposition publique des produits de l'industrie française », peut être finalement considérée comme sa contribution la plus marquante.

## Biographie

### Les origines
Né à Saffais — un village d'une centaine d'habitants au sud-est de Nancy, dans le duché de Lorraine — le 17 avril 1750, Nicolas François « de Neufchâteau » est le fils de Marguerite Gillet et de Nicolas François, « régent d'école ». Celui-ci est originaire de Barbonville, tout près de Saffais, où son père était lui aussi maître d'école ; Marguerite Gillet est née à Balléville, à une dizaine de kilomètres à l'est de Neufchâteau, mais sa famille a des racines dans le Bassigny, où un lointain ancêtre était fondeur de cloches. À la naissance de son fils en 1750, Nicolas François est en fonction à l'école de Saffais, avant d'être transféré deux ans plus tard à Rouceux, un village jouxtant Neufchâteau. Il y reste jusqu'en 1758, date d'un nouveau transfert à Liffol-le-Grand, à une dizaine de kilomètres au sud-ouest de cette même ville. Vers 1773, Nicolas François père abandonnera son école pour devenir receveur du grenier à sel de Vrécourt, à une vingtaine de kilomètres au sud de Neufchâteau. Il y sera aussi « receveur des traites foraines » et contrôleur des actes à l'église Saint-Martin de Vrécourt.
Le déplacement de Nicolas François père à Vrécourt peut s'expliquer par les relations que celui-ci entretient d'une part avec Claude-Antoine Labbé, comte de Morvilliers — le nom porté par Liffol entre 1725 et 1778 —, baron de Beaufremont et de Vrécourt, et d'autre part avec Pierre d'Alsace-Hénin-Liétard, bailli d'Alsace et commandeur hospitalier de Robécourt, village proche de Vrécourt. Le premier signale au second la précocité qu'il a décelée chez le jeune Nicolas, et le bailli d'Alsace, qui réside à Neufchâteau, s'intéresse suffisamment à lui pour le pensionner et le faire admettre en 1764 au collège de la ville,.

### Le jeune poète

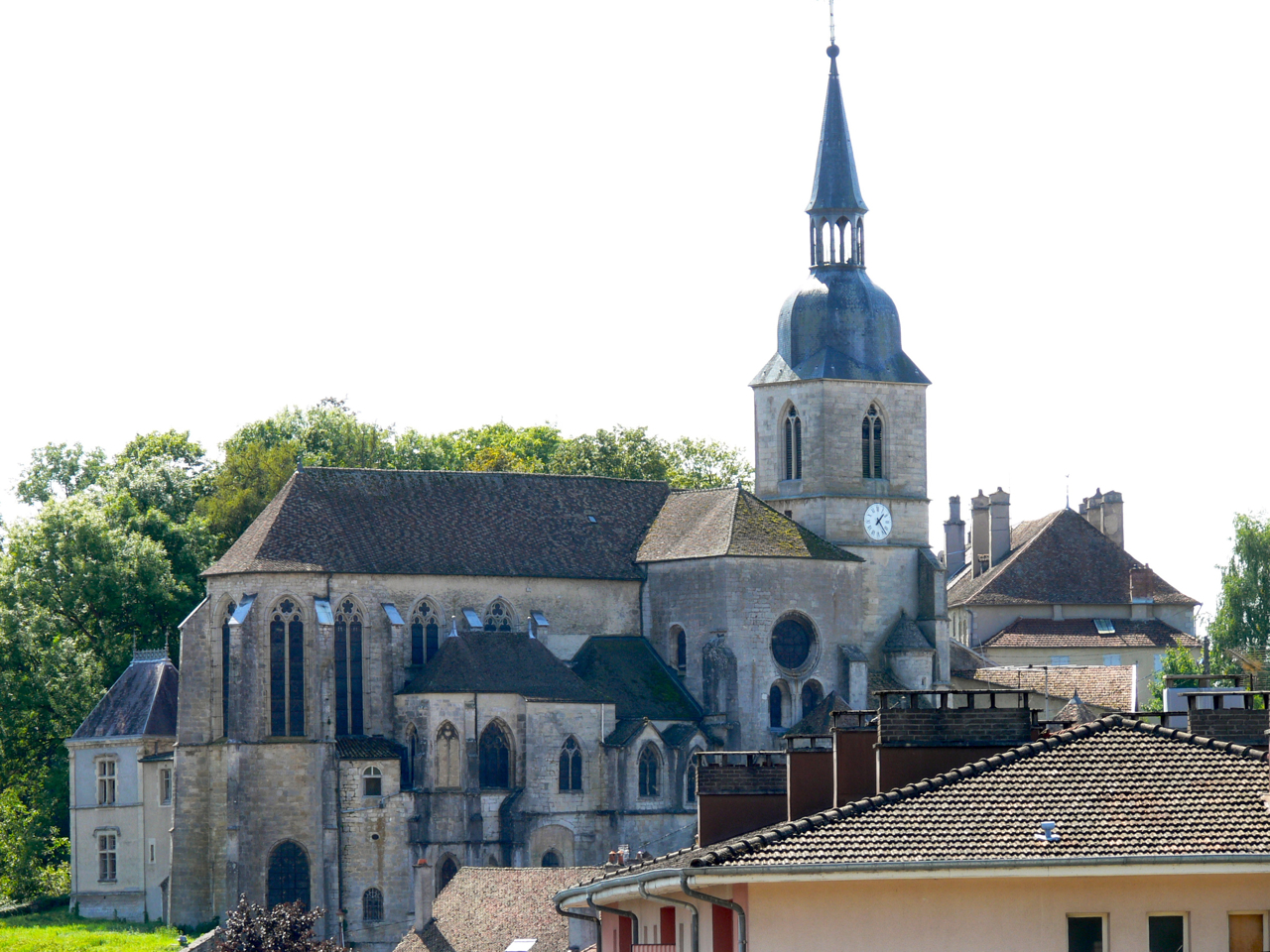
L'église Saint-Nicolas de Neufchâteau. Le jeune Nicolas s'y est certainement plus d'une fois recueilli pour honorer son saint patron.

Entrant en seconde à l'âge de quatorze ans, Nicolas est déjà capable de composer des poèmes dignes d'éloges, tel que celui dans lequel il exprime sa reconnaissance à son bienfaiteur : 

« Mais ma plume peu faite au langage des Dieux, 
 Ma plume se refuse à ma louable envie. 
 Permettez cependant que j'ose à tous les yeux 
 Offrir de vos bontés le tableau précieux. »

— François, Poésies diverses (1765)

En 1765, âgé d'à peine quinze ans, il publie son premier recueil de poésie, Poésies diverses, une plaquette de 44 pages. Le bailli d'Alsace produit l'extraordinaire enfant-poète, l'emmenant avec lui au château d'Agey, près de Dijon, puis à Lyon et Marseille. Malgré son jeune âge, les académies de ces trois villes l'accueillent en leur sein. L'année suivante, le triple académicien publie un nouvel ouvrage de poésie, Pièces fugitives, cette fois d'une centaine de pages, où il accole pour la première fois « de Neufchâteau » à son patronyme. Se payant d'audace, il envoie son livre à Voltaire en l'accompagnant d'une épître de dédicace. La rapide réponse du « patriarche », elle aussi sous forme d'épître, se termine par ces vers flatteurs : 

« Il faut bien que l'on me succède, 
 Et j'aime en vous mon héritier. »

— Voltaire, Épître 98 : à Monsieur François de Neufchâteau (1766)
Pour couronner le tout, le 7 mai 1766, l'« héritier » de Voltaire, qui vient de fêter ses seize ans, est associé à l'académie fondée par le roi Stanislas à Nancy.
Entre 1767 et 1770, on le retrouve à Paris, où il se passionne pour le théâtre. Il tombe même amoureux de Sophie Arnould qu'il considère comme « la plus grande actrice de l'Europe ». Celle-ci est cependant très courtisée, en particulier par le prince d'Hénin, un parent de Pierre d'Alsace, le protecteur de François, et elle s'amuse probablement des soupirs du jeune poète.
Peut-être par dépit amoureux, François se retire un temps à Moselly, charmante demeure que Claude Drouas, évêque de Toul, a fait construire à Chaudeney, sur les rives de la Moselle. En novembre 1770, il est nommé « professeur d'éloquence » au collège Saint-Claude, fondé l'année précédente par l'évêque, mais s'en trouve congédié au bout de quelques mois. Il s'ensuit une période mouvementée au cours de laquelle François fréquente à Strasbourg la faculté de droit en y faisant « des études légères » l'espace d'un printemps, puis revient à Toul pour l'été, cette fois au séminaire. Mais, s'y estimant persécuté, et accusé d'y avoir introduit l'esprit de l'abbaye de Thélème, il abandonne vite l'état ecclésiastique.

### L'homme de loi
De retour à Paris à l'automne 1771, il se fait recevoir docteur en droit à Reims « sans examen et sans finance » l'année suivante sur la recommandation du chancelier Maupeou. Ce grade lui permet de se faire inscrire comme avocat au parlement de Paris, puis d'acquérir en mai 1773 la modeste charge d'avocat du roi au très petit bailliage de Vézelise, à une vingtaine de kilomètres au sud de Nancy. Mais François connaît de grandes difficultés avec l'ordre des avocats, en ébullition à la suite de la « réforme Maupeou ». Cette réforme est abandonnée à l'avènement de Louis XVI en 1774. En juillet 1775, l'ordre reproche à François ses liens avec Simon Linguet et Ignace de Mirbeck, deux avocats de ses amis favorables à la réforme ; on lui fait aussi grief de son goût pour la poésie, faisant par là allusion à son Ode sur les parlements parue quatre ans auparavant. Mais c'est probablement son projet de mariage avec la fille d'un danseur, considéré comme une mésalliance par ses confrères, qui le fait rayer peu après du barreau de Paris.
Le 9 janvier 1776, il épouse Marie-Madeleine Dubus, âgée de dix-sept ans, fille de feu Nicolas Dubus, ancien danseur de l'Opéra. Sa jeune épouse meurt malheureusement trois mois après, « perdue en cinq jours [...] [d']une fièvre putride ». Dans le même temps, il sollicite sa belle-mère pour acheter fort cher (40 000 livres, soit l'équivalent de 700 000 euros) la charge de lieutenant général civil et criminel du présidial de Mirecourt. Désormais domicilié dans les Vosges, il n'en rompt pas pour autant avec Paris. Il y fréquente les salons, et s'attache aussi à la fameuse loge maçonnique des Neuf Sœurs qui vient d'y être créée. Au cours de ses voyages entre la capitale et Mirecourt, il se lie avec le docteur Pierre Thouvenel, inspecteur des eaux minérales de Contrexéville, qui vient de publier un mémoire sur leurs vertus. C'est François qui appelle l'attention d'une brillante clientèle sur les sources de Contrexéville, contribuant ainsi à l'essor de la station.
Malgré de belles apparences, François est dans une situation financière très instable, et il cherche à revendre sa charge de lieutenant général. Il se fait héberger, à partir de décembre 1780, par le prince de Condé et s'attaque à la traduction en vers de l'Orlando furioso de l'Arioste, remis à la mode par Voltaire. Fin 1782, il se remarie à Mirecourt avec Marie Pommier, une veuve de quarante-deux ans qui lui apporte en dot 36 000 livres : « Je crois avoir fait une fort bonne affaire », écrit-il assez cyniquement début 1783 à l'un de ses correspondants. Pourtant, dès avant son mariage, François méditait de quitter la ville pour de lointains pays.

### Aventures caraïbes

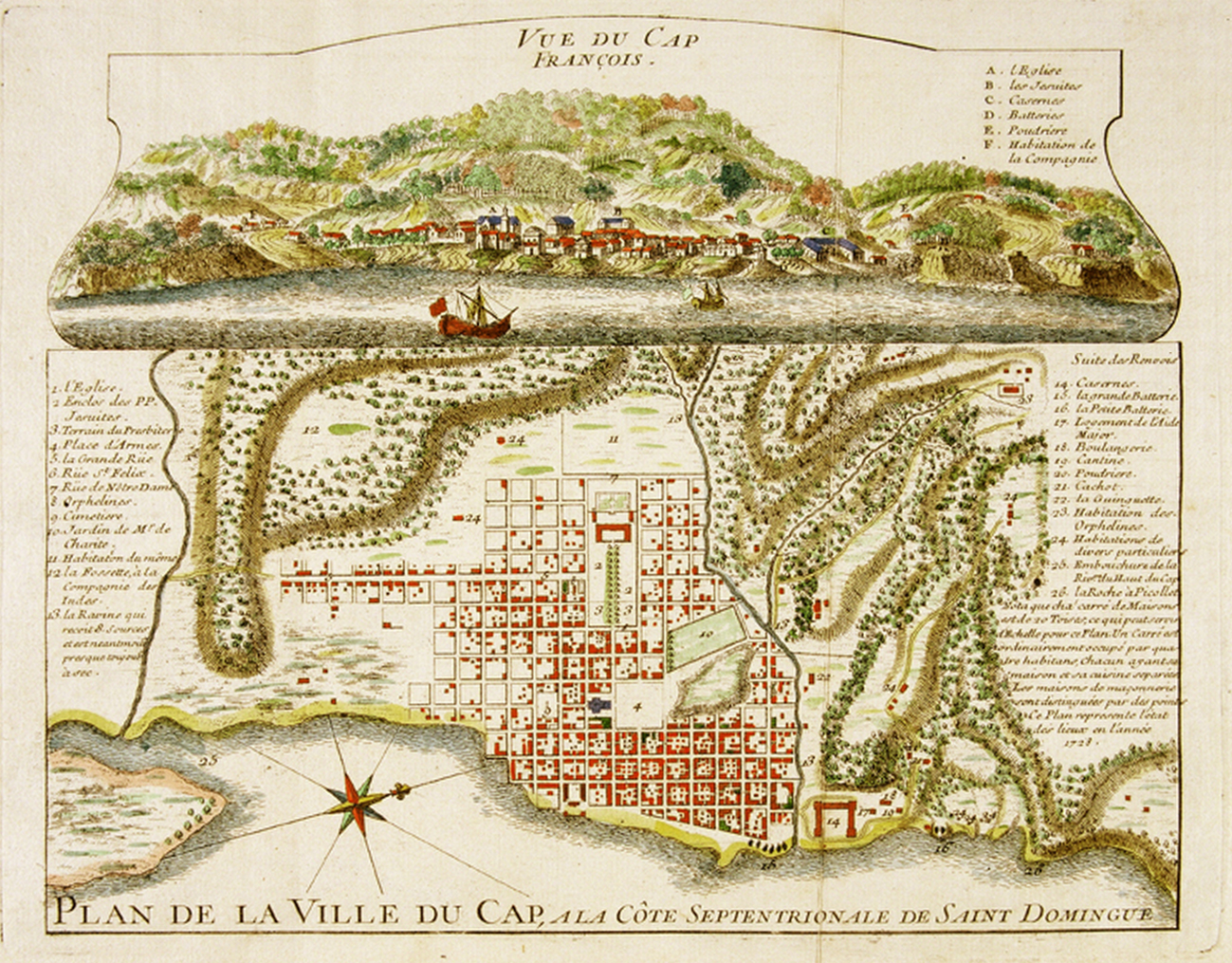
Plan de la ville du Cap, à la côte septentrionale de Saint-Domingue. François passera trois ans et demi dans cette ancienne capitale de l'île, dont la partie occidentale était alors colonie française.
Gravure de Jacques-Nicolas Bellin (vers 1728).

Le 1er juin 1783, ses vœux sont exaucés : le maréchal de Castries, secrétaire d'État de la Marine, le nomme procureur général au Conseil supérieur du Cap Français, à Saint-Domingue. Mais son voyage pour rejoindre son poste est très accidenté : sa voiture se brise non loin de Châtellerault ; à Angoulême, il s'empoisonne avec des champignons, et il tombe dangereusement malade à Bordeaux. Arrivé au Cap Français en décembre 1783, il y connaît bien des déboires : le climat ne lui convient pas ; ses émoluments lui paraissent insuffisants ; il se trouve mal logé. Il accable le ministère de réclamations obsédantes, tandis qu'en Lorraine Mme François se morfond dans sa solitude. Dès novembre 1784, il tombe malade. Il occupe ses loisirs non seulement en progressant dans sa traduction de l'Orlando furioso, mais encore, après avoir étudié l'économie de cette colonie et les moyens de la développer, en publiant quelques opuscules dont l'un (Mémoire sur les moyens de rendre la colonie de Saint-Domingue florissante) sera, dit-on, plus d'une fois consulté par Bonaparte.
Le 3 septembre 1786, après avoir notifié au ministre la nécessité où il est de prendre un congé, il embarque sur une frégate pour rentrer en France. Le navire fait malheureusement naufrage un jour plus tard, et s'échoue sur les « rochers de Mogane », au nord de Saint-Domingue. François raconte avoir passé plus de quatre heures dans sa cabine à demi-noyée, « au milieu des craquemens convulsifs du bateau couché sur le roc et dans lequel l'eau de la mer s'engouffrait de tous côtés ». Ses compagnons et lui restent sept jours dans le plus grand danger, « sans boire et sans manger, et les nuits couchés sur la dure, en proie aux légions d'insectes que le climat produit ». Un caboteur anglais ramène les naufragés au Cap, où François arrive « presque nu, brûlé par trois coups de soleil ». Dans le naufrage, il perd non seulement tout son bagage et sa fortune, mais encore sa traduction de 18 chants de l'Orlando furioso en plus de 40 000 vers décasyllabiques. Ce n'est qu'en juin 1787 qu'il obtient l'autorisation de définitivement quitter le Cap, avec une gratification de 3 000 livres (soit l'équivalent de 50 000 euros) pour le dédommager de son naufrage.
De retour en Lorraine, il se retire à Vicherey, à une vingtaine de kilomètres à l'est de Neufchâteau, où sa femme possède des biens de son premier mari. Sans emploi, il vit en campagnard, occupant ses loisirs à faire des vers et de l'agriculture. Lors d'un voyage à Paris en mai 1788, il y compose Paméla, ou la Vertu récompensée, une comédie en cinq actes s'inspirant des pièces de Carlo Goldoni plus que du roman éponyme de Samuel Richardson.

### Assemblée législative
Il salue avec enthousiasme les prémices de la Révolution, et rédige en 1789 le cahier de doléances de Vicherey, qui sert de modèle à celui du bailliage de Toul dont le village dépend. Il échoue de peu pour se faire élire député aux États généraux, mais, à son instigation, 45 délégués du Toulois se réunissent le 6 août 1789 pour s'entretenir des différents problèmes se posant dans la partie rurale du bailliage. Le lieutenant de roi de Toul fait intervenir la maréchaussée pour interdire la réunion, et quatre personnes, dont François, sont arrêtées. Conduites à la prison de Metz pour y être incarcérées, elles sont libérées en chemin par le marquis de Bouillé, commandant de la province. Élu pour quelques mois maire de Vicherey au début de 1790, François devient aussi, en milieu d'année, membre du conseil du département des Vosges nouvellement créé, et, quatre mois plus tard, juge de paix du canton de Vicherey. Vexé cependant de n'avoir pas été élu à l'Assemblée constituante — il n'y est que suppléant —, François ronge son frein.

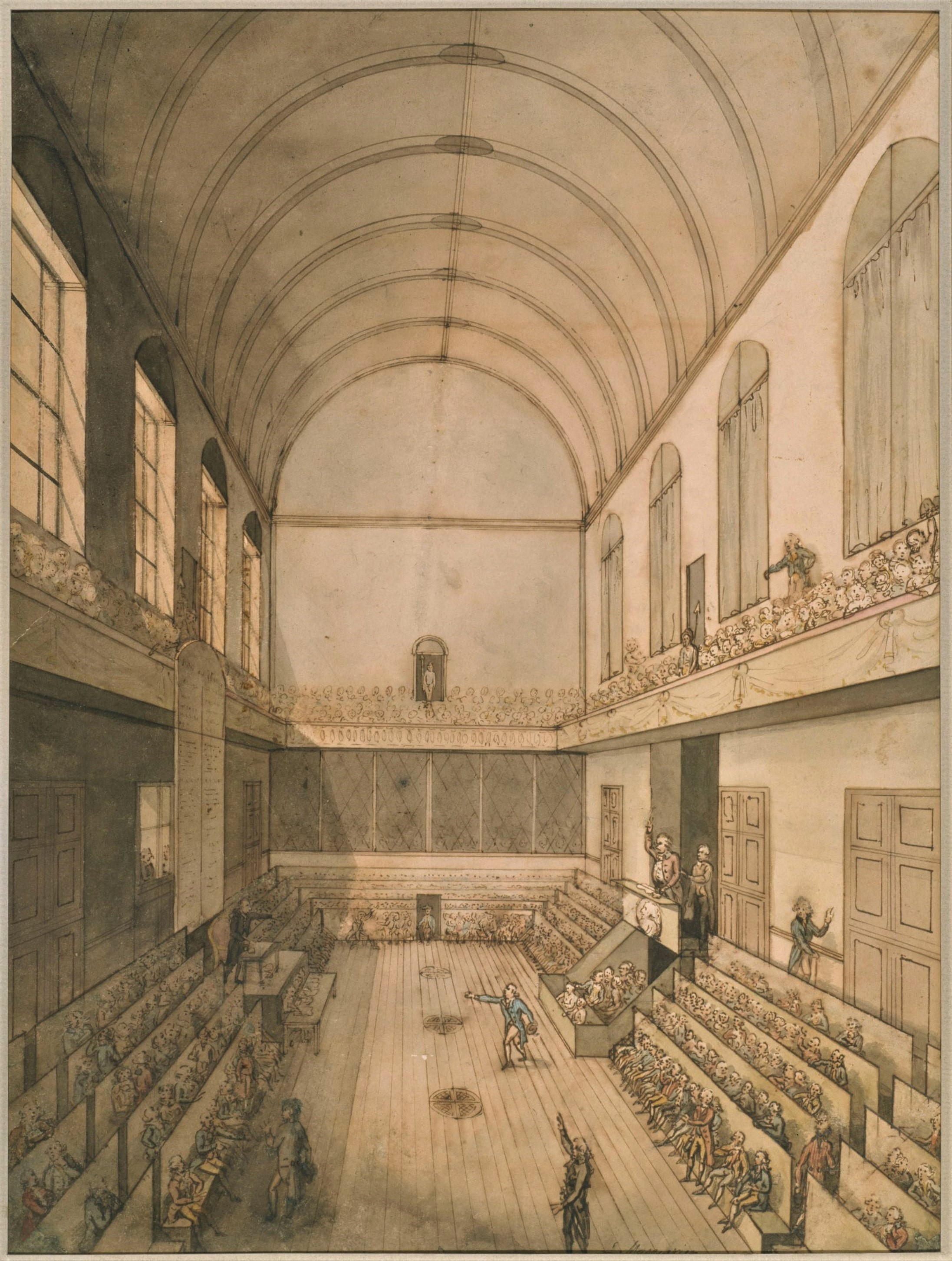
Vue de l'Assemblée législative siégeant dans la salle du Manège le 10 août 1792.
Estampe de Louis-Joseph Masquelier.

À l'issue d'une semaine de débats et de votes, l'assemblée électorale d'Épinal désigne François le 3 septembre 1791 comme le 8e et dernier député du département des Vosges à l'Assemblée législative.
Nommé le premier des six secrétaires de l'Assemblée le 3 octobre 1791, il se signale par son hostilité envers les prêtres réfractaires et l'Église catholique romaine en général, qu'il souhaite subordonner à l'État laïc, proposant la vente des édifices qui ne seraient pas affectés au culte salarié et la suppression de la messe de minuit. Il provoque, le 29 novembre suivant, l'adoption de mesures de rigueur contre les prêtres insermentés qui suscitent des troubles dans les départements de l'Ouest. Il dit dans son rapport : « Il ne s'agit pas ici de contraindre les dissidents à reconnaître les prêtres citoyens et à entrer dans leurs églises, il s'agit de faire respecter la souveraineté nationale, de rendre hommage à l'ordre public. » Répondant à une objection, il ajoute que « seuls les prêtres de la religion catholique étaient et devaient être l'objet de mesures exceptionnelles, parce que leur état de célibat les mettait hors du commun des hommes, parce qu'ils disposaient de moyens extraordinaires pour influencer les esprits, et parce que enfin leur organisation était si solide qu'elle pouvait mettre en hostilité ouverte leur propre cause et celle du public. »

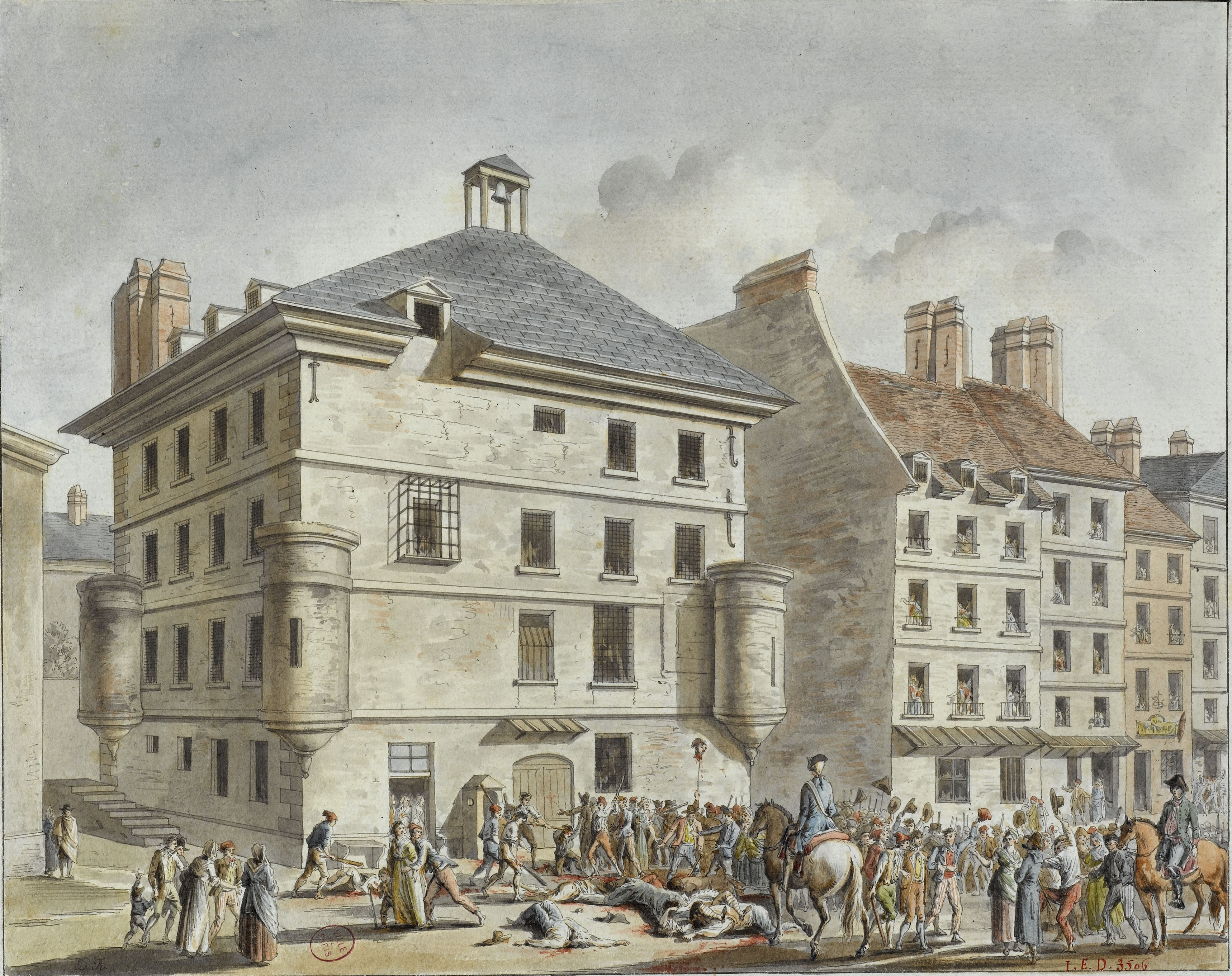
Les massacres de Septembre à la prison de l'Abbaye.
Aquarelle de Jules-Adolphe Chauvet, musée Carnavalet, XIXe siècle.

Ce discours très applaudi lui vaut, quelques jours plus tard (26 décembre), la présidence de l'Assemblée, qu'il conserve jusqu'au 6 janvier 1792. Il fait encore, durant cette session, quelques apparitions à la tribune, notamment pour demander l'ajournement indéfini d'un projet sur la façon de constater l'état civil, et pour proposer de simplifier le régime des élections. La fin de la Législative, marquée par les massacres de Septembre, est assez rude pour François, qui est malmené le 2 septembre alors qu'avec une délégation parlementaire il cherche à calmer la foule. Traîné dans les fossés de la prison de l'Abbaye, il est ramené chez lui sans connaissance.

### Censure jacobine
Le 3 septembre 1792, le département des Vosges l'élit, 2e sur 8 députés, à la Convention nationale ; prétextant des raisons de santé, il préfère ne pas y siéger et donne immédiatement sa démission, tout comme il refusera le mois suivant le portefeuille de la Justice auquel il sera désigné à l'issue d'un vote pourtant très favorable. Il a cependant l'honneur, par délégation spéciale, de remettre, le 21 septembre 1792, les pouvoirs de la Législative à la Convention. Probablement échaudé par les violences subies le 2 septembre, il paraît dès lors vouloir prudemment se tenir à l'écart de la politique nationale.
Reprenant ses fonctions de juge de paix à Vicherey, il ne peut refuser en décembre 1792 la présidence de l'administration du département des Vosges. Il se livre à la poésie, compose des fables « pour orner la mémoire des petits sans-culottes », et a la très mauvaise idée de faire jouer, au théâtre de la Nation — le futur théâtre de l'Odéon, où se produit alors la troupe des Comédiens-Français —, la pièce qu'il a écrite cinq ans plus tôt, Paméla, ou la Vertu récompensée. La première a lieu le 1er août 1793, et la pièce est un vif succès. Mademoiselle Lange y triomphe dans le rôle de Paméla et met à la mode le chapeau de paille dit « à la Paméla ».

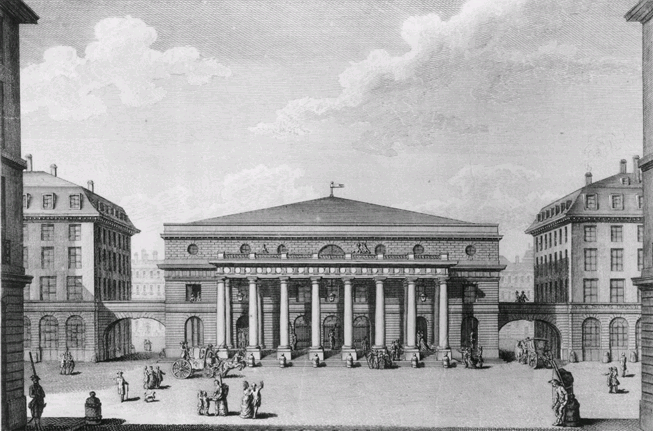
La façade du théâtre de la Nation (le futur théâtre de l'Odéon) sous la Révolution.

Mais certains passages de la pièce, pourtant écrits avant la Révolution, font douter de son patriotisme. Des corrections lui sont demandées ; il obtempère, mais cela s'avère insuffisant. À la huitième représentation, le 2 septembre, les deux vers : 

« Ah ! les persécuteurs sont les seuls condamnables, 
 Et les plus tolérans sont les seuls  raisonnables. »

— François de Neufchâteau, Paméla, ou la Vertu récompensée, acte IV, scène xii (1795)
 sont applaudis à outrance, avant qu'un patriote en uniforme ne se lève du balcon et ne s’écrie, indigné : « Pas de tolérance politique ! C’est un crime ! » Le public redouble de bravos, tandis qu'on chasse le perturbateur. Mais le lendemain matin, le théâtre est fermé sur ordre du Comité de salut public, et les comédiens emprisonnés. François, apparemment malade, est laissé quelque temps en état d'arrestation chez son ami Mirbeck, avant d'être incarcéré à la prison de la Force, puis à celle du Luxembourg. Il y passe de longs mois, redoutant d'être un jour guillotiné. Il n'est remis en liberté que le 18 thermidor an II (5 août 1794), quelques jours après la chute de Robespierre.

### Directoire

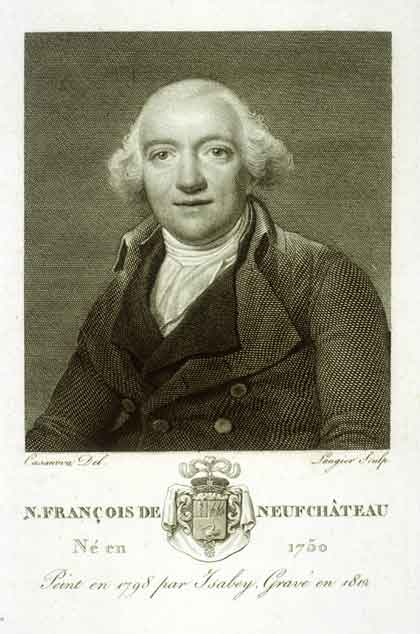
Nicolas François de Neufchâteau.
Gravure de Jean Nicolas Laugier (1812), d'après une peinture de Jean-Baptiste Isabey datée de 1798, alors que François était ministre de l'Intérieur.

Le séjour en prison pendant la Terreur est pour François un certificat de bonne conduite. Ainsi, dès le 11 nivôse an III (31 décembre 1794) est-il nommé membre du Tribunal de cassation, puis, fin novembre 1795, « commissaire du Directoire exécutif près l'administration centrale du département des Vosges, ». Quand ses activités administratives lui en laissent le loisir, François publie des brochures sur l'agriculture, mais il continue surtout à se livrer à la poésie. Le 25 pluviôse an V (13 février 1797), il devient correspondant de la classe de littérature et beaux-arts (section de grammaire) à l'Institut de France.
S'ensuivent alors, entre la mi 1797 et la mi 1799, deux années très mouvementées où François reprend un rôle au niveau national. Ses fonctions y sont parfois brèves (quelques mois, voire quelques semaines, comme le voulait l'époque) : ministre de l'Intérieur le 28 messidor an V (16 juillet 1797) ; membre du Directoire exécutif du 23 fructidor an V (9 septembre 1797) au 4 floréal an VI (23 avril 1798), Directoire dans lequel il joue un rôle assez effacé, et qu'il quitte après le tirage au sort d'avril 1798 ; ministre plénipotentiaire à Seltz en prairial an VI (juin 1798) pour y rencontrer, en lieu et place de Bonaparte préparant la campagne d'Égypte, l'ambassadeur d'Autriche Johann Ludwig von Cobenzl ; à nouveau ministre de l'Intérieur du 29 messidor an VI (17 juillet 1798) au 4 messidor an VII (22 juin 1799).
Son départ du ministère de l'Intérieur à l'été 1799 a lieu alors que le régime est proche de sombrer : les élections du printemps ont amené un flot de Jacobins au Corps législatif, et le Directoire sanctionne François pour leur mauvaise organisation, et pour la répression dont il a fait preuve lors des événements du 30-Prairial. Destitué et renvoyé sans retraite, François est même contraint pour un temps de se cacher dans Paris. Pendant son passage à l'Intérieur, il se signale cependant comme un véritable administrateur. Il contribue ainsi à la fondation des archives et des bibliothèques départementales ; il institue les concours des collèges et des lycées ; il donne une grande solennité à la réception des objets d'art et des tableaux envoyés par Bonaparte en France lors de la campagne d'Italie, et préside à la réouverture du Louvre, dont la principale galerie vient d'être rénovée.
Il favorise aussi la renaissance des sociétés d'agriculture, et cherche à protéger efficacement l'industrie française en organisant la première « exposition publique des produits de l'industrie française » qui se tient du 18 au 21 septembre 1798 sur le Champ-de-Mars. Destinée à encourager les innovations tout en suscitant l'émulation entre les acteurs économiques, cette exposition se renouvellera annuellement jusqu'en 1849, avant l'ouverture de la première exposition universelle en 1851. Mettant en pratique certaines de ses idées, il généralise l'usage des statistiques en transformant l'engouement pour celles-ci en « méthode de gouvernement ». Il est aussi à l'origine de l'« enquête de l'An VII sur les écoles centrales », qui vise à défendre ces écoles contre les critiques qui leur sont adressées.

### Consulat et Empire

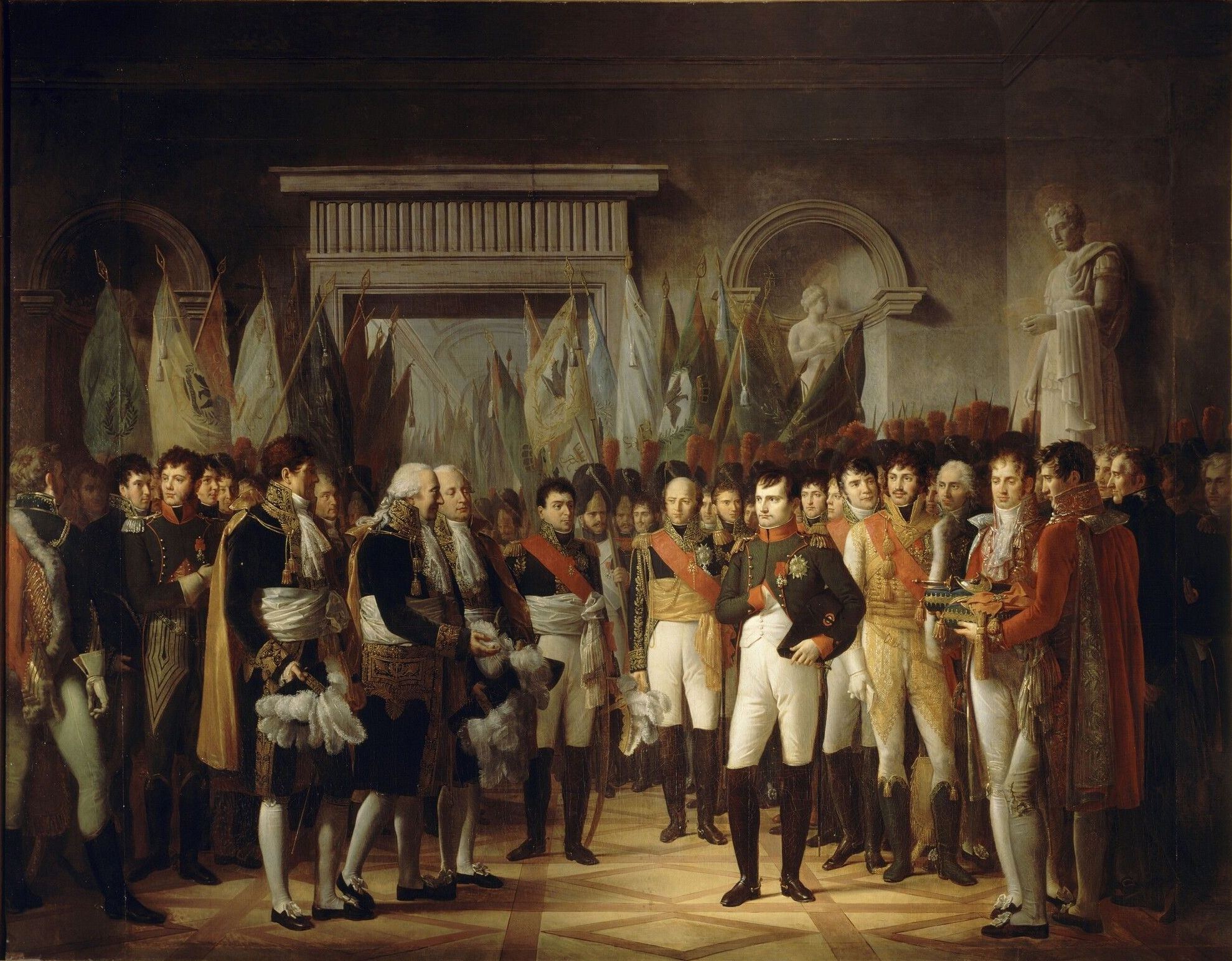
reçoit au Palais Royal de Berlin les députés du Sénat français, le 19 novembre 1806.
Les trois « députés » sont les sénateurs d'Arenberg, François de Neufchâteau et Colchen, faisant face à l'Empereur et reconnaissables à leurs bas blancs et leurs jabots de dentelle.
Huile sur toile de René Théodore Berthon (1808), Musée de l'Histoire de France (Versailles).

Quand survient le coup d'État du 18 Brumaire (9 novembre 1799), François est sans fonction publique. Il est l'un des premiers à se rallier à Bonaparte, et cette promptitude à réagir lui vaut, sur la recommandation du consul Sieyès qu'il connaît de longue date, d'être désigné pour le nouveau Sénat le 1er nivôse an VIII (22 décembre 1799). Mieux : il devient l'année suivante secrétaire de cette assemblée, avant d'en être pour deux ans le président (29 floréal an XII (19 mai 1804)). Depuis quelque temps, les honneurs affluent : légionnaire dès le 9 vendémiaire an XII (2 octobre 1803), il est appelé aux fonctions de grand trésorier de la Légion d'honneur le 11 juin 1804, quelques jours avant de devenir grand officier.
Depuis son élection à la Législative, François vivait séparé de sa femme qui lui reprochait — selon lui — son engagement révolutionnaire ; celle-ci avait fini par demander la séparation de biens, qui eut lieu à l'été 1800. Mais, le 18 thermidor an XII (6 août 1804), des malfaiteurs s'introduisent dans sa maison de Vicherey pour la voler : elle meurt étranglée. « Chagriné [...] de l'effroyable catastrophe », il s'empresse de se remarier trois semaines après avec Marie Déard, qui lui a donné un enfant près de cinq ans avant. Il adoptera le jeune garçon en 1811, peu de temps avant la mort de Marie Déard l'année suivante.
C'est François, en tant que président du Sénat conservateur, qui harangue Napoléon Ier le 2 décembre 1804 lors du sacre de l'empereur. Le 28 janvier 1806, il harangue à nouveau l'empereur au nom du Sénat à l'occasion de la bataille d'Austerlitz. Au mois de juillet suivant, il échange la sénatorerie de Dijon, dont il était pourvu depuis le 2 prairial an XII (22 mai 1804), contre celle de Bruxelles, et, en novembre de la même année, il se rend à Berlin féliciter Napoléon de ses nouvelles victoires et rapporter les trophées pris à l'ennemi.
Le 26 avril 1808, il est créé comte de l'Empire. Il devient cette même année président de la Société centrale d'agriculture, faisant un rapport sur le concours ouvert pour le perfectionnement de la charrue et appelant l’attention des habitants de la campagne sur l’art de multiplier les grains et sur la culture du maïs. Il conservera cette présidence jusqu'à sa mort, donnant tous ses soins aux réunions de cultivateurs, et promouvant activement les comices agricoles.

### Dernières années

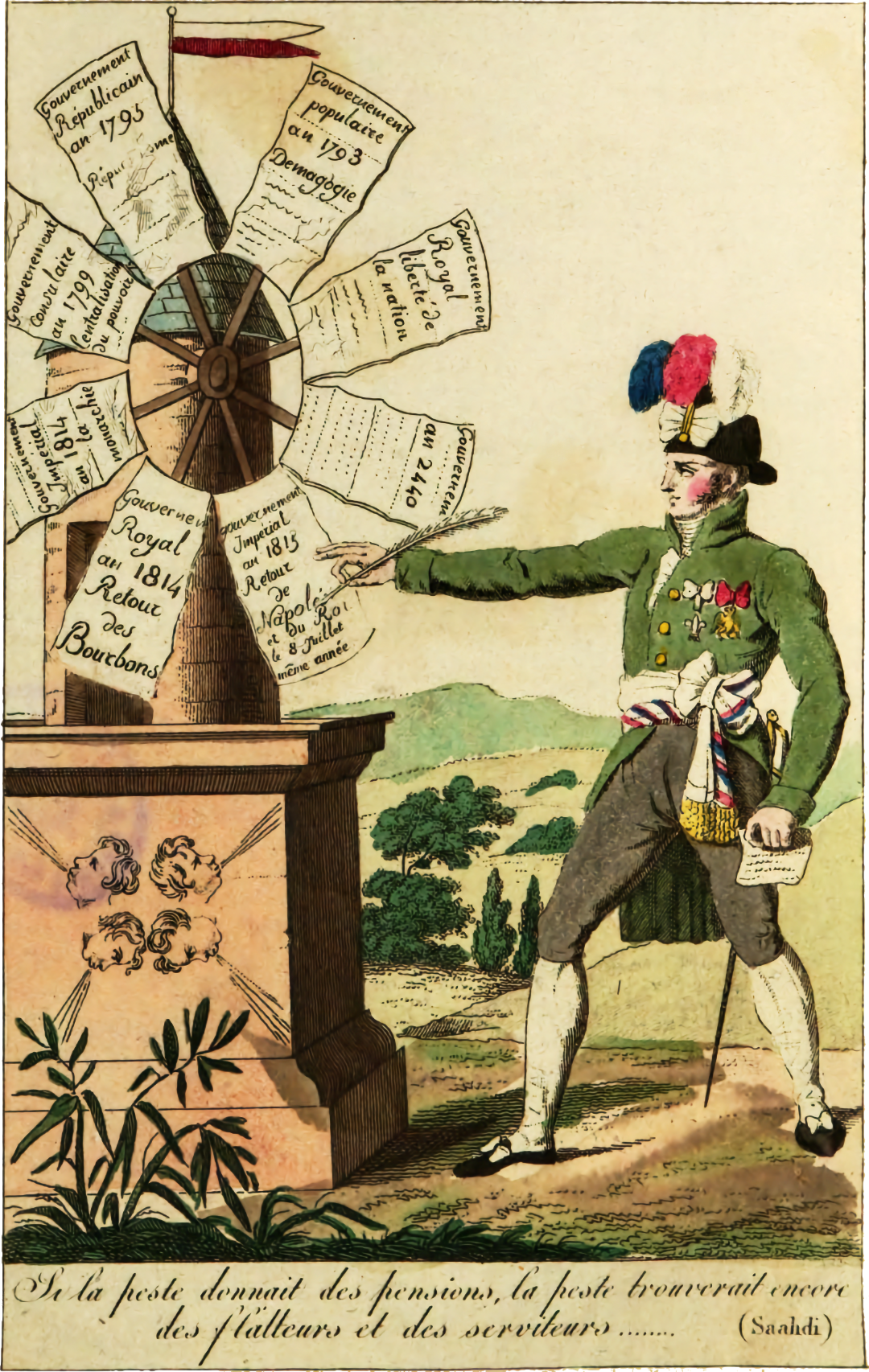
Dictionnaire des girouettes où figure en bonne part Neufchâteau.

Affecté par la mort précoce de sa troisième femme en septembre 1812, Neufchâteau se remarie trois ans plus tard avec Julienne Martzen, sa gouvernante. Entre-temps, il s'est sagement retiré de la vie publique après l'abdication de Napoléon (avril 1814).
Même s'il a aussi occupé ses années de sénateur à publier des essais politiques et historiques, telle son Histoire de l'occupation de la Bavière par les Autrichiens parue en 1805, c'est vers la poésie qu'il revient inlassablement. En janvier 1815, peu de temps avant que Napoléon ne débarque à Golfe-Juan, Neufchâteau présente ses Fables et contes en vers à Louis XVIII. Il a eu toutefois la décence de ne pas mettre dans ce recueil la fable écrite en 1792 où il assimilait la famille royale à une famille de fauves : Dom Porc (Louis XVI) y était uni à dame Panthère (Marie-Antoinette). Il n'en est pas à une palinodie près, ce qui lui fait mériter de figurer dans le Dictionnaire des girouettes qui paraît la même année.
Cela lui vaut en tout cas d'être compris dans la réorganisation de l'Académie française de mars 1816 en conservant son fauteuil no 2. Il publie encore, l'année suivante un essai sur la langue française, où il commente certaines œuvres de Pascal. Dans l'hiver 1818, il loue les services du jeune Victor Hugo pour préparer une notice sur le Gil Blas de Le Sage qu'il lit ensuite effrontément à l'Académie en la faisant passer pour sienne. Hugo ne lui en tiendra pas rigueur, allant même jusqu'à citer Neufchâteau au début des Misérables pour sa toquade concernant la pomme de terre qu'il voulait baptiser parmentière en hommage à son promoteur. Mais, quelque 1 000 pages plus loin, toujours dans les Misérables, Hugo ne pourra s'empêcher de rappeler ce plagiat en transposant sa mésaventure sur le personnage de Marius, preuve qu'il en gardait finalement un amer souvenir.

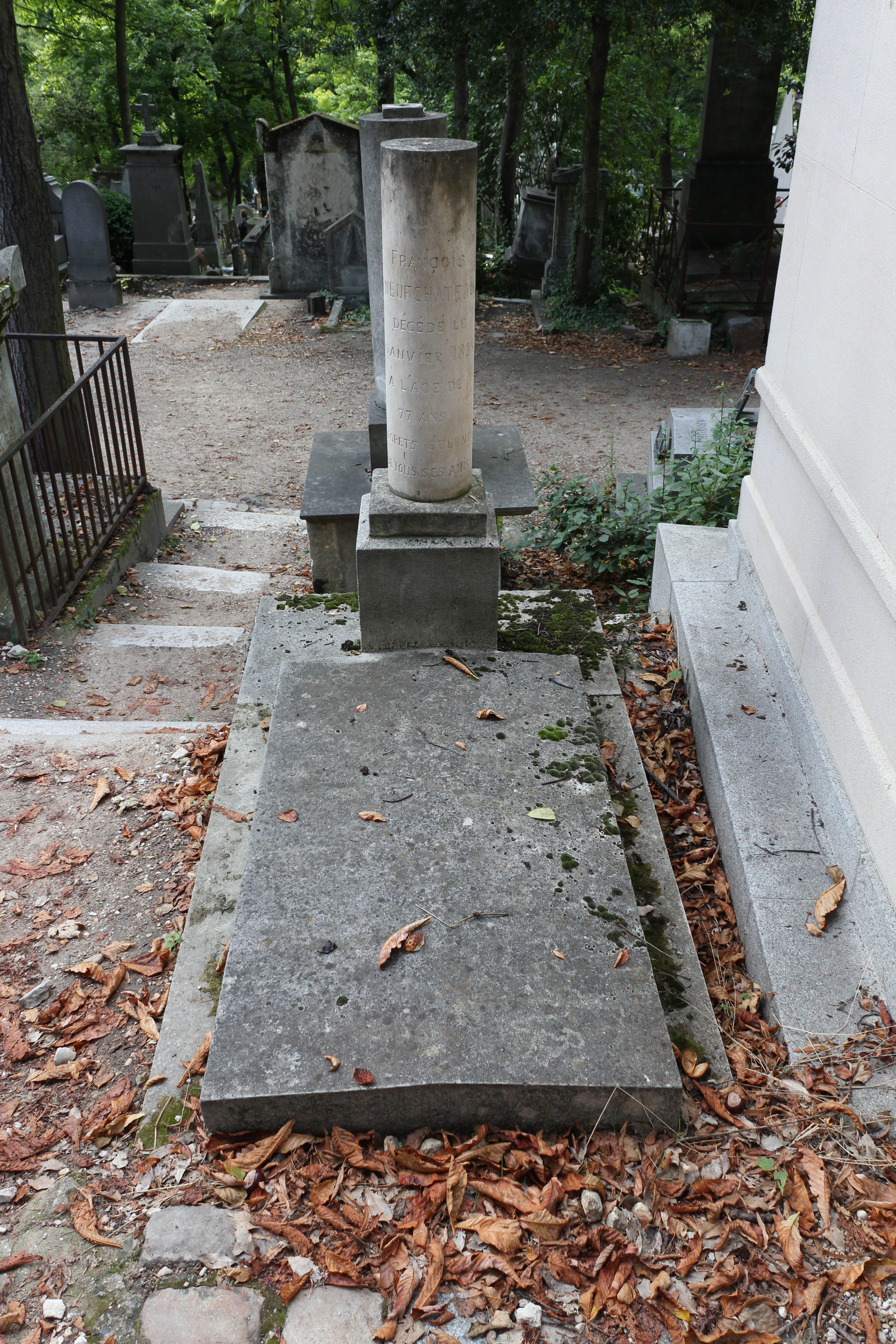
Tombe de Nicolas François de Neufchâteau au cimetière du Père-Lachaise.

De nouveau veuf depuis novembre 1818, Neufchâteau termine ses jours entouré de son intendante et de sa nièce, Mme Perrin, mais se plaignant continuellement de ses soucis financiers : 

« Dans un autre pays, un ancien ministre qui aurait fait ce que j'ai fait ne courrait pas le risque d'être sans asile sur ses vieux jours : la nation payerait ses dettes. »

— Nicolas François de Neufchâteau, Lettre à l'imprimeur Crapelet (15 juin 1821)
Le 10 janvier 1828, à l'âge de soixante-dix-sept ans, Neufchâteau meurt de la goutte, une maladie dont il est atteint depuis longtemps et qui le cloue dans un fauteuil depuis déjà plusieurs années. Il repose au cimetière du Père-Lachaise, à Paris. 
Surmontant une simple dalle, une colonne d'un mètre de haut porte l'inscription : FRANÇOIS / DE NEUFCHATEAU / DÉCÉDÉ LE / 10 JANVIER 1828 / À L’AGE DE / 77 ANS / REGRETS ÉTERNELS / DE TOUS SES AMIS.

## Œuvres
On doit à François de Neufchâteau un grand nombre de publications poétiques, politiques, littéraires et agronomiques. L'opinion générale est que ses poèmes « manquent de force et d'originalité, comme une large part de la production de son époque ». Ses quatrains à visée éducative lui valurent même d'être surnommé ironiquement « le nouveau Pibrac » par Écouchard-Lebrun. Une large part de ses œuvres politiques recouvre la période où il fut par deux fois ministre de l'Intérieur, sous le Directoire. Ses travaux de critique littéraire — notamment ses éditions des Provinciales et des Pensées de Pascal, et du Gil Blas de Le Sage — ont été estimés en leur temps. Ses écrits pédagogiques, par exemple celui relatif à l'apprentissage de la lecture, sont d'une grande originalité pour l'époque. Il fait la preuve d'un encyclopédisme confirmé avec ses travaux agronomiques, notamment avec les deux tomes de plus de 400 pages chacun consacrés à « l'art de multiplier les grains ».
- 1765 : Poésies diverses, Neufchâteau, Monnoyer, 44 p. (lire en ligne).
- 1766 : Pièces fugitives, Neufchâteau, Monnoyer, 96 p.
- 1766 : Lettre de Charles Ier, roi d'Angleterre, de la maison de Stuart, à son fils le prince de Galles, retiré en France, Neufchâteau, Monnoyer, 8 p. (lire en ligne).
- 1768 : Poésies diverses de deux amis, ou Pièces fugitives (avec Jean-Baptiste Mailly), Amsterdam, VIII-143 p. (lire en ligne).
- 1770 : Ode sur la distribution solennelle des prix du séminaire épiscopal de Saint-Claude, en forme de collège et de pensionnat, fondé en 1769 par M. Drouas, évêque-comte de Toul, Toul, Joseph Carez, 7 p.
- 1770 : Épître à Madame la comtesse d'Alsace sur l'éducation de son fils, Neufchâteau, Monnoyer, 64 p.
- 1771 : Ode sur les parlements créés en 1771, s.l., s.n.
- 1774 : Lettre à M. l'abbé Drouas, à l'occasion des bruits répandus contre le séminaire de Toul, Paris, Moutard, 56 p. (lire en ligne).
- 1774 : Le Mois d'Auguste, épître à Monsieur de Voltaire, Paris, Valade, 8 p. (lire en ligne).
- 1774 : Ode sur le prix de l'Académie de Marseille, en 1774, Paris, Valade, 8 p. (lire en ligne).
- 1775 : Discours sur la manière de lire les vers, Paris, Valade, 18 p. (lire en ligne).
- 1775 : Mémoire pour le Sieur Rubit l'aîné, marchand mercier, premier tailleur du roi, contre le maréchal duc de Richelieu, Paris, Valade, 44 p. (lire en ligne).
- 1776 : Nouveaux contes moraux, par un arrière-neveu de Guillaume Vadé, Genève, s.n., 78 p.
- 1778 : Le Désintéressement de Phocion, dialogue en vers, Nancy, Claude Lamort, VIII-13 p. (lire en ligne).
- 1784 : Anthologie morale, ou Choix de quatrains et de distiques pour exercer la mémoire, pour orner l'esprit et former le cœur des jeunes gens, Paris, Cailleau, VIII-148 p.
- 1784 : Recueil authentique des anciennes ordonnances de Lorraine, Nancy, Claude Lamort, XXVIII-248 p. (lire en ligne).
- 1786 : Les Études du magistrat, Cap-Français, XIX-100 p. (lire en ligne).
- 1788 : Mémoire en forme de discours sur la disette du numéraire à Saint-Domingue et sur les moyens d'y remédier, Metz, Claude Lamort, VI-178 p. (lire en ligne).
- 1789 : Compte rendu à l'assemblée des communes du bailliage de Toul de l'outrage fait aux communes du bailliage en la personne de quatre de leurs députés, 50 p. (lire en ligne).
- 1790 : Essai sur les moyens de tirer le parti le plus avantageux de l’exploitation d’un domaine borné, ou Système d’agriculture pour les petits propriétaires, s.l., s.n.
- 1790 : Les Lectures du citoyen, ou Suite de mémoires sur des objets de bien public, Toul, Joseph Carez, 51 p.
- 1791 : L'Origine ancienne des principes modernes, ou les Décrets constitutionnels conférés avec les maximes des sages de l'Antiquité, Paris, Imprimerie nationale, 57 p. (lire en ligne).
- 1791 : Rapport, fait au nom du comité de législation, d'un article additionnel au décret sur les troubles excités sous prétexte de religion, Paris, Imprimerie nationale, 22 p. (lire en ligne).
- 1792 : Fable nouvelle pour orner la mémoire des petits sans-culottes, Paris, 2 p. (lire en ligne).
- 1793 : N. François (de Neufchâteau) à la Convention nationale, Paris, C.-F. Patris, 53 p.
- 1794 : « Au citoyen B***, l'un de ceux qui ont proposé de rendre (20 thermidor) à l'auteur sa liberté », Almanach des Muses,‎ an iii, p. 20 (lire en ligne).
- 1794 : Dix épis de blé au lieu d'un, ou la Pierre philosophale de la République française, Paris, Crapelet, 16 p.
- 1795 : Paméla, ou la Vertu récompensée : comédie en cinq actes en vers, Paris, Barba, VIII-88 p. (lire en ligne).
- 1795 : Épître au ci-devant C***, député, sur son voyage de Paris à Neufchâteau, Paris, s.n., 7 p.
- 1796 : Les Vosges, poème, Saint-Dié, Thomas fils, II-33 p. (lire en ligne).
- 1797 : Des améliorations dont la paix doit être l'époque. N° 1er : Moyen d'encourager l’agriculture dans les départements où les propriétés sont éparses et morcelées, et de doubler le prix de ces propriétés en procédant à leur réunion sur un plan régulier, Épinal, Hæner, 89 p. (lire en ligne).
- 1798 : L'Institution des enfants, ou Conseils d'un père à son fils, Paris, Henri Agasse, 16 p. (lire en ligne).
- 1799 : Méthode pratique de lecture, Paris, P. Didot l'Aîné, XII-180 p. (lire en ligne).
- 1799 : Recueil des lettres circulaires, instructions, programmes, discours et autres actes publics émanés du Citoyen François (de Neufchâteau) pendant ses deux exercices du ministère de l'Intérieur, Paris, Imprimerie de la République, 2 t. : C-458 p. et 448 p. (lire en ligne).
- 1800 : Le Conservateur, ou Recueil de morceaux inédits d'histoire, de politique, de littérature et de philosophie, Paris, Crapelet, 2 t. : XXX-416 p. et VI-448 p. t. 1 : [lire en ligne] ; t. 2 : [lire en ligne].
- 1800 : Rapport sur le perfectionnement des charrues, Paris, Bossange, Masson et Bresson, 72 p.
- 1801 : Essai sur la nécessité et les moyens de faire entrer dans l'instruction publique l'enseignement de l'agriculture, Paris, Mme Huzard, 113 p.
- 1802 : « Analyse des annuaires statistiques du département du Bas-Rhin pour les années VII, VIII et IX », Annales de statistique, no 2,‎ an x, p. 227-360 (lire en ligne).
- 1803 : Lettre sur le Robinier, connu sous le nom impropre de Faux Acacia, Paris, Meurant, 315 p. (lire en ligne).
- 1804 : Tableau des vues que se propose la politique anglaise dans toutes les parties du monde, Paris, Baudouin, 130 p. (lire en ligne).
- 1804 : Résultat des expériences sur la Carotte et le Panais cultivés en plein champ, Paris, Bossange, Masson et Bresson, coll. « Répertoire universel et raisonné d'agriculture / A », XXIV-249 p. (lire en ligne).
- 1805 : Histoire de l'occupation de la Bavière par les Autrichiens en 1778 et 1779, Paris, Imprimerie impériale, XVI-307 p. (lire en ligne).
- 1806 : Voyages agronomiques dans la sénatorerie de Dijon, Paris, Mme Huzard, XII-260 p. (lire en ligne).
- 1807 : Les Quatre Dynasties, ou l'Histoire de France ; ode à Clio, Paris, Levrault, 23 p. (lire en ligne).
- 1809 : L'Art de multiplier les grains, ou Tableau des expériences qui ont eu pour objet d'améliorer la culture des plantes céréales, d'en choisir les espèces et d'en augmenter le produit, Paris, Mme Huzard, 2 t. : VIII-435 p. et 439 p. t. 1 : [lire en ligne] ; t. 2 : [lire en ligne].
- 1811 : Coup d'œil sur l'influence que la Société d'agriculture du département de la Seine a exercée sur l'amélioration de l'agriculture, Paris, Mme Huzard, 24 p.
- 1813 : Mémoire sur les pruneaux et autres fruits secs, et principalement des pruneaux du Midi, Paris, D. Colas, 20 p. (lire en ligne).
- 1814 : Fables et contes en vers, suivis des poèmes de la Lupiade et de la Vulpéide, dédiés à Ésope, Paris, P. Didot l'Aîné, 2 t. : XVI-294 p. et 360 p. t. 1 : [lire en ligne] ; t. 2 : [lire en ligne].
- 1816 : Mémoire sur le plan que l'on pourrait suivre pour parvenir à tracer le tableau des besoins et des ressources de l'agriculture française, Paris, Mme Huzard, 124 p. (lire en ligne).
- 1817 : Les Tropes, ou les Figures de mots, poème en quatre chants, Paris, Delaunay, XIV-187 p. (lire en ligne).
- 1817 : Lettre à M. Suard, secrétaire perpétuel de l'Académie française, sur la nouvelle édition de sa traduction de l'Histoire de Charles-Quint, et sur quelques oublis de M. Robertson, Paris, Le Normant, 34 p. (lire en ligne).
- 1817 : Supplément au mémoire de M. Parmentier sur le Maïs (ou plutôt Maïz), Paris, Mme Huzard, 420 p. (lire en ligne).
- 1818 : Essai sur la langue française, et particulièrement sur les « Provinciales » et sur les « Pensées » de Pascal, précédé d'une lettre à l'Académie française, Paris, Crapelet.
- 1818 : Le Jubilé académique, ou la Cinquantième Année d'une association littéraire, Lyon, J. Roger, 15 p. (lire en ligne).
- 1818 : Rapport à la Société royale et centrale d'agriculture sur l'agriculture et la civilisation du Ban de la Roche, Paris, Mme Huzard, 46 p. (lire en ligne).
- 1818 : Lettre à M. Joyant, collaborateur de M. Maugard et éditeur du « Cours de langue française et de langue latine comparées », Paris, A. Béraud, 8 p.
- 1819 : Les Trois Nuits d'un goutteux, poème en trois chants, Paris, Crapelet, 20 p. (lire en ligne).
- 1819 : L'Esprit du grand Corneille, ou Extrait raisonné de ceux des ouvrages de Pierre Corneille qui ne font pas partie du recueil de ses chefs-d'œuvre dramatiques, Paris, Pierre Didot l'Aîné, 464 p.
- 1821 : Épître à M. le comte Amédée de Rochefort d’Ally, à sa campagne de Vandœuvre, en lui adressant l’épître à M. Viennet sur l’avenir de l’agriculture en France, Paris, A. Boucher, 8 p.
- 1827 : Mémoire sur la manière d'étudier et d'enseigner l'agriculture, et sur les diverses propositions qui ont été faites pour établir en France une grande école d’économie rurale, Blois, Aucher-Éloy, 111 p. (lire en ligne).
- 1862 : « La calligraphie », dans Auguste-Guillaume Taupier, Texte explicatif de la calligraphie Taupier, Paris, 140 p. (lire en ligne), p. 125-136.

## Honneurs, hommages, mentions

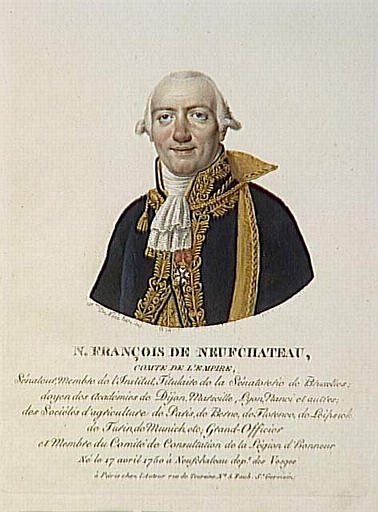
Nicolas François de Neufchâteau, comte de l'empire.
Gravure de Vilyn (entre 1810 et 1815), d'après un portrait de Marie-Thérèse de Noireterre.

- Institut de France et Académie française :
  - correspondant (associé non résident de la troisième classe) de la « classe des lettres » de l'Institut de France, en remplacement de Jean-Baptiste Louvet (25 pluviôse an V (13 février 1797)) ;
  - élu à cette même classe le 25 novembre 1798, il devient le secrétaire, puis le président de la section de grammaire ;
  - lorsque la « classe des lettres » retrouve son nom d'Académie française en 1803, il fait partie de la deuxième classe, et occupe le fauteuil no 2 d'Aymar-Charles-Marie de Nicolaÿ, guillotiné pendant la Terreur ; il conserve ce fauteuil no 2 à la réorganisation de 1816.
- Autres académies :
  - académie des sciences, arts et belles-lettres de Dijon ;
  - académie des sciences, belles-lettres et arts de Lyon, de Marseille ;
  - académie de Stanislas à Nancy ;
  - président de la Société centrale d'agriculture (1808-1828), devenue depuis la Société royale et centrale d'agriculture, aujourd'hui l'Académie d'agriculture de France ;
  - membre des sociétés d'agriculture de Berne, Florence, Turin, Munich, etc.
- Titulaire de la sénatorerie de Dijon (2 prairial an XII (22 mai 1804)), puis transféré à celle de Bruxelles (juillet 1806)).
- La rue François-de-Neufchâteau, dans le 11e arrondissement de Paris, lui doit son nom.
- On trouve aussi une avenue François-de-Neufchâteau à Neufchâteau, ainsi que des rues François-de-Neufchâteau à Bicqueley, Bulgnéville, Châtel-sur-Moselle, Contrexéville, Épinal[40], Nancy, Saffais et Vicherey.

## Titre
- Comte François de Neufchâteau et de l'Empire (lettres patentes du mai 1808, Bayonne[33])

## Distinctions
- Légion d'honneur[41] : 
  - légionnaire (9 vendémiaire an XII (2 octobre 1803)) ;
  - grand trésorier de l'Ordre (22 prairial an XII (11 juin 1804)) ;
  -  Grand officier de la Légion d'honneur (25 prairial an XII (14 juin 1804)).

## Armoiries
| Figure | Blasonnement |
|        | Armes du comte François de Neufchâteau et de l'Empire De sinople, au cygne d'argent, surmonté de trois épis d'or (rangés en fasce, à sénestre du chef) ; franc quartier des comtes-sénateurs. - Livrée : les couleurs noir, bleu, jaune & verd. |